# خوسيه لويس راميريز
خوسيه لويس راميريز (بالإسبانية: José Luis Ramírez)‏ مواليد 3 ديسمبر 1958 في ولاية سونورا، المكسيك، هو ملاكم مكسيكي سابق صنّف ضمن فئة الوزن الخفيف.

## إحصائيات
خاض خلال مسيرته 111 نزالا، فاز في 102 وتعادل في 0 وخسر في 9. فاز بالضربة القاضية في 82 نزالا.

## روابط خارجية
- خوسيه لويس راميريز على موقع بوكس ريك (الإنجليزية) (registration required)